# Pierre Karlów
Pierre Karlów (perski. پیر کارلو, ur. w Polsce, zm. w Iranie) – irański piłkarz polskiego pochodzenia. Grał na pozycji bramkarza.
Pierre Karlów przybył do Iranu jako uchodźca w 1945 roku. W 1948 roku rozegrał jeden mecz w reprezentacji Iranu, przeciwko Turcji. Był pierwszym cudzoziemcem w lidze irańskiej. Pierre Karlów grał w klubie Esteghlal Teheran oraz Taj SC Tehran.